# The Slip (banda)
The Slip é um trio de avant-rock contemporâneo de Boston, Massachusetts, Estados Unidos. A banda é formada pelos irmãos Brad Barr (guitarra, piano e vocal) e Andrew Barr (bateria) e Marc Friedman (baixo elétrico). Os três também cantam com o cantor e compositor Nathan Moore (de ThaMuseMeant) em um projeto paralelo chamado Surprise Me Mr. Davis.

## História
A banda foi formada na Tabor Academy de Marion, Massachusetts, em 1989, como uma banda de rock estudante que fazia turnês pelos campus universitários da Nova Inglaterra. Os membros fundadores, Howard Gould (guitarrista), Mike Johnson (baterista), Johnny Meyers (guitarrista), Caim Goettleman (baixista) e Jack Lewin (vocal) deixaram a banda depois de se graduarem em 1990 e 1991, deixando nas mãos dos três membros atuais. Nos primeiros dias, a banda viu membros indo e vindo, incluindo a cantora Sally Taylor, filha de Carly Simon e James Taylor. Todos os três membros atuais foram alunos e eventualmente diplomados da Tabor Academy. Depois de frequentar a Berklee College of Music em Boston, o trio abandonou as aulas, em 1996, para trabalhar em seu álbum de estreia,  From the Gecko.
Após a consistente turnê, a banda assinou com a Flying Frog Records, gravadora de Butch Trucks, onde lançaram o álbum Does, em 2000. Nos anos seguintes, realizaram sua turnê que incluia a sua primeira viagem ao Japão, e o lançamento do primeiro álbum da banda ao vivo, Live Is My Jumby. The Slip, em seguida, assinou contrato com a Rykodisc Records, lançando Angels Come on Time, em 2002.
Em 2003, os álbuns ao vivo, Alivelectric e Aliveacoustic foram lançados pelo selo próprio da banda, 216 Records. O primeiro explorava mais a parte instrumental em colagens sonoras experimentais, lembrando, por vezes, bandas post-rock, como Do Make Say Think e Tortoise, ou atos eletrônicos como Squarepusher. Este último foi composto de canções folk norte-americana tingida com ênfase nas letras, embora algumas canções como "Torque" e "Song" fossem mais uma reminiscência do trabalho anterior da banda, com influências de jazz.
Nos anos seguintes, a banda passou menos tempo na estrada, em vez de trabalhar com o projeto paralelo, Surprise Me Mr. Davis e o novo álbum de estúdio. Em 2005, a canção "Even Rats", uma prévia das sessões de estúdio do mais recente álbum, foi apresentada no video game para PlayStation 2, Guitar Hero. A canção foi lançada como um single disponível online apenas em 2006.
Durante 2005 e 2006, The Slip ganhou maior reconhecimento após aparições em festivais como o Bonnaroo, SXSW, Bumbershoot e High Sierra Music Festival. Após um longo período de compras de "Even Rats" e outras canções, finalmente foi lançado o álbum Eisenhower, em novembro de 2006 pela Bar/None Records. Eisenhower viu a banda abandonar suas influências iniciais do jazz e Jam band  em favor do indie rock copiado de bandas como Built to Spill e The Flaming Lips. The Slip promoveu o álbum em turnê pelos Estados Unidos e Canadá, incluindo uma série de datas de abertura para a banda de indie rock My Morning Jacket, em novembro e dezembro de 2006. Em 5 de fevereiro de 2007, o Slip fez sua estréia nacional de televisão no Late Night with Conan O'Brien, tocando "Children of December". Em junho seguinte, eles se apresentaram no Bonnaroo Music Festival, no Tennessee, pela segunda vez.
Em 2008, The Slip acompanhou Sonya Kitchell em uma excursão para o seu álbum, This Storm. O álbum é uma colaboração entre Kitchell, Brad Barr, Andrew Barr e Malcolm Burn.
Os membros do trio teem realizado trabalhos solo paralelos à banda, então, apresentaram-se apenas um punhado de shows em 2008-2009. The Slip retornou ao High Sierra Music Festival em Quincy, California, em 4 e 5 de julho de 2009. O fato marcou a sua décima segunda aparição consecutiva no festival, mais que qualquer outra banda.

## Discografia
- From the Gecko – 1997
- Does – 2000
- Live Is My Jumby – 2002
- Angels Come on Time – 2002
- Aliveacoustic – 2003
- Alivelectric – 2003
- Live at Lupo's 6/12/04 – 2005
- Eisenhower (Bar/None) – 2006